# Piscine d'Impivaara
La piscine d'Impivaara (finnois : Impivaaran uimahalli) est la picine du quartier de Kaerla à Turku en Finlande.

## Présentation
La piscine d'Impivaara a ouvert le 1er juin 1975. 
Lorsqu'elle a été achevée, la piscine Impivaara était la plus grande du genre dans les pays nordiques.
La piscine fait partie du centre sportif d'Impivaara.
La rénovation et l'agrandissement de la piscine ont commencé en décembre 2009 et la piscine a rouvert le 14 février 2012.
Depuis la rénovation, piscine d'Impivaara dispose d'un total de huit bassins d'une superficie totale d'environ 2 250 mètres carrés.
La piscine d'Impivaara a des bassins de 50 et 25 mètres, des bassins polyvalents, des bassins pédagogiques, de saut, familiaux, pataugeoires et bassin froid. 
Le bâtiment de la piscine dispose également de quatre salles de sport.
Depuis l'automne 2012, la fédération finlandaise de natation a choisi la piscine d'Impivaara comme centre de natation de toute l'équipe nationale finlandaise.